# Gaetano Castelli
Gaetano Castelli (Roma, 4 dicembre 1938) è un pittore e scenografo italiano.

## Carriera
È conosciuto per aver curato per 22 volte (dal 1987 al 2024, con diverse interruzioni) la scenografia del Festival di Sanremo e quella di Sanremo Giovani.
Castelli ha iniziato a lavorare come scenografo nel 1964. Ha collaborato con Antonello Falqui e con Sergio Zavoli curando le scenografie di numerosi spettacoli televisivi, tra cui Canzonissima, Fantastico, La sai l'ultima?, Carramba che sorpresa, Stasera pago io, Studio 80, Palcoscenico e il gioco televisivo Sarabanda (dal 2002 al 2004).
Ha inoltre curato la scenografia del primo telegiornale Rai e la scenografia di eventi di moda come Donna sotto le stelle a Piazza di Spagna a Roma.
Nel 1983 ha ricevuto la Rosa d'Oro al Festival Internazionale della Televisione di Montreux, e per due volte (1978 e 1999) la Rosa d'Argento.
Ha insegnato Scenografia all'Accademia di belle arti di Roma, divenendone poi anche direttore.
L'8 febbraio 2024, durante la seconda serata del Festival di Sanremo, viene omaggiato per i sessant'anni di carriera e per l'occasione riceve il premio alla carriera "Città di Sanremo".

## Scenografie televisive (parziale)
- Hai visto mai? (Rai 1, 1973)
- Canzonissima (Rai 1, 1973-1974)
- Luna Park (Rai 1, 1979)
- Studio '80 (Rai 1, 1980)
- Drim (Rai 2, 1980-1981)
- Palcoscenico (Rai 1, 1980-1981)
- Al Paradise (Rai 1, 1983-1984)
- Fantastico (Rai 1, 1984-1992)
- Canzonissime (Rai 1, 1987)
- Festival di Sanremo (Rai 1, 1987-1988, 1992-1996, 2002-2005, 2007-2012, 2020-2024)
- Europa Europa (Rai 1, 1988-1990)
- La sai l'ultima? (Canale 5, 1994-1996)
- La casa dei sogni (Rai 1, 1999)
- Uno di noi (Rai 1, 2002-2003)
- Sarabanda (Italia 1, 2002-2004)
- Rockpolitik (Rai 1, 2005)
- Tutti pazzi per la tele (Rai 1, 2008)
- Il più grande spettacolo dopo il weekend (Rai 1, 2011)
- Panariello non esiste (Canale 5, 2012)
- È stato solo un flirt? (Rai 1, 2012)
- La più bella del mondo (Rai 1, 2012)
- I dieci comandamenti (Rai 1, 2014)
- Nemicamatissima (Rai 1, 2016)
- Music (Canale 5, 2017)
- Buon compleanno...Pippo (Rai 1, 2019)